# Bhargav Bhatt
Bhargav Bhatt (1983) é um matemático indiano-estadunidense, Frederick W. and Lois B. Gehring Professor na Universidade de Michigan, que trabalha com geometria aritmética e álgebra comutativa.

## Formação
Graduado em matemática aplicada, summa cum laude, pela Universidade Columbia, orientado por Shou-Wu Zhang. Obteve um Ph.D. na Universidade de Princeton em 2010, orientado por Aise Johan de Jong.

## Carreira
Bhatt foi professor assistente de pós-doutorado em matemática na Universidade de Michigan de 2010 a 2014 (de licença de 2012 a 2014). Bhatt foi membro do Instituto de Estudos Avançados de Princeton de 2012 a 2014. Retornou então para a Universidade de Michigan, atuando como professor associado de 2014 a 2015, Gehring Associate Professor de 2015 a 2018, professor de 2018 a 2020 e Frederick W and Lois B Gehring Professor desde 2020.

## Prêmios e honrarias
Em 2015 Bhatt recebeu uma bolsa Packard de 5 anos. Bhatt recebeu o New Horizons in Mathematics Prize de 2021. Foi eleito fellow da American Mathematical Society em 2021. Recebeu o Clay Research Award de 2021.

## Publicações selecionadas
- Bhatt, Bhargav (2012). «Derived splinters in positive characteristic». Compositio Mathematica (em inglês). 148 (6): 1757–1786. ISSN 0010-437X. doi:10.1112/S0010437X12000309
- Bhatt, Bhargav (2012). «Annihilating the cohomology of group schemes». Algebra & Number Theory (em inglês). 6 (7): 1561–1577. ISSN 1944-7833. doi:10.2140/ant.2012.6.1561
- Bhatt, Bhargav; Blickle, Manuel; Lyubeznik, Gennady; Singh, Anurag K.; Zhang, Wenliang (2014). «Local cohomology modules of a smooth $\mathbb{Z}$ -algebra have finitely many associated primes». Inventiones Mathematicae (em inglês). 197 (3): 509–519. ISSN 0020-9910. arXiv:1304.4692. doi:10.1007/s00222-013-0490-z
- Bhatt, Bhargav; Scholze, Peter (2017). «Projectivity of the Witt vector affine Grassmannian». Inventiones Mathematicae (em inglês). 209 (2): 329–423. Bibcode:2017InMat.209..329B. ISSN 0020-9910. arXiv:1507.06490. doi:10.1007/s00222-016-0710-4
- Bhatt, Bhargav (2018). «On the direct summand conjecture and its derived variant». Inventiones Mathematicae (em inglês). 212 (2): 297–317. Bibcode:2018InMat.212..297B. ISSN 0020-9910. arXiv:1608.08882. doi:10.1007/s00222-017-0768-7
- Bhatt, Bhargav; Caraiani, Ana; Kedlaya, Kiran; Scholze, Peter; Weinstein, Jared (2019).  Cais, Bryden, ed. Perfectoid Spaces. Col: Mathematical Surveys and Monographs (em inglês). 242. Providence, Rhode Island: American Mathematical Society. ISBN 978-1-4704-5015-1. OCLC 1124911652. doi:10.1090/surv/242